# Critics’ Choice Television Award/Bester Nebendarsteller in einem Fernsehfilm oder einer Miniserie
Der Critics’ Choice Television Award in der Kategorie Bester Nebendarsteller in einem Fernsehfilm oder einer Miniserie (Originalbezeichnung: Best Supporting Actor in a Movie/Miniseries) ist eine der Auszeichnungen, die jährlich in den Vereinigten Staaten von der Broadcast Television Journalists Association, einem Verband von Fernsehkritikern, verliehen werden. Sie richtet sich an Schauspieler, die eine hervorragende Leistung in einer Nebenrolle in einem Fernsehfilm oder einer Miniserie erbracht haben. Die Kategorie wurde 2013 ins Leben gerufen. Die Gewinner werden in einer geheimen Abstimmung durch die Fernsehkritiker des Verbandes ermittelt.

## Geschichte und Rekorde
Seit der dritten Verleihung hat die Broadcast Television Journalists Association eine Gesamtanzahl von sechs Preisen in der Kategorie Bester Nebendarsteller in einem Fernsehfilm oder einer Miniserie an sechs verschiedene Schauspieler verliehen. Der erste Preisträger war Zachary Quinto, der 2013 für seine Rolle als Oliver Threadson in American Horror Story ausgezeichnet wurde. Der bisher letzte Preisträger war Stellan Skarsgård, der 2020 für seine Rolle als Boris Schtscherbina in HBOs Chernobyl geehrt wurde.
Die folgende Liste ist eine Aufzählung von Rekorden der häufigsten Nominierten und Gewinnern in der Kategorie Bester Nebendarsteller in einem Fernsehfilm oder einer Miniserie. Die Gewinner und Nominierten in den anderen Schauspielerkategorien werden nicht mitgezählt.
| Statistik                                         | Schauspieler/Serie | Anzahl | Jahre                              |
| ------------------------------------------------- | ------------------ | ------ | ---------------------------------- |
| Häufigste Nominierungen (Schauspieler) (* = Sieg) | Jesse Plemons      | 2      | 2016 (Jan.)*, 2020                 |
| Häufigste Nominierungen (Serie) (* = Sieg)        | Fargo              | 6      | 2014, 2016 (Jan.; 3×)*, 2018, 2021 |

## Gewinner und Nominierte
Die unten aufgeführten Fernsehfilme und Miniserien werden mit ihrem deutschen Ausstrahlungstitel (sofern ermittelbar) angegeben, danach folgt in Klammern in kursiver Schrift der fremdsprachige Originaltitel. Die Nennung des Originaltitels entfällt, wenn deutscher und fremdsprachiger Filmtitel identisch sind. Die Gewinner stehen hervorgehoben in fetter Schrift an erster Stelle.
2013
Zachary Quinto – American Horror Story (American Horror Story: Asylum)
James Cromwell – American Horror Story (American Horror Story: Asylum)
Peter Mullan – Top of the Lake
Sebastian Stan – Political Animals
David Wenham – Top of the Lake
Thomas M. Wright – Top of the Lake
2014
Matthew Bomer – The Normal Heart
Warren Brown – Luther
Martin Freeman – Sherlock: Sein letzter Schwur (His Last Vow)
Colin Hanks – Fargo
Joe Mantello – The Normal Heart
Blair Underwood – The Trip to Bountiful
2015
Bill Murray – Olive Kitteridge
Jason Isaacs – Stockholm, Pennsylvania
Elvis Nolasco – American Crime
Jonathan Pryce – Wolf Hall
Cory Michael Smith – Olive Kitteridge
Finn Wittrock – American Horror Story (American Horror Story: Freak Show)
2016 (Jan.)
Jesse Plemons – Fargo
David Alan Grier – The Wiz Live!
Ne-Yo – The Wiz Live!
Nick Offerman – Fargo
Raoul Trujillo – Saints & Strangers
Bokeem Woodbine – Fargo
2016 (Dez.)
Sterling K. Brown – American Crime Story (The People v. O. J. Simpson: American Crime Story)
Lane Garrison – Roots
Frank Langella – Der lange Weg (All the Way)
Hugh Laurie – The Night Manager
John Travolta – American Crime Story (The People v. O. J. Simpson: American Crime Story)
Forest Whitaker – Roots
2018
Alexander Skarsgård – Big Little Lies
Johnny Flynn – Genius (Genius: Einstein)
Benito Martinez – American Crime
Alfred Molina – Feud (Feud: Bette and Joan)
David Thewlis – Fargo
Stanley Tucci – Feud (Feud: Bette and Joan)
2019
Ben Whishaw – A Very English Scandal
Brandon Victor Dixon – Jesus Christ Superstar Live in Concert
Eric Lange – Escape at Dannemora
Alex Rich – Genius: Picasso
Peter Sarsgaard – The Looming Tower
Finn Wittrock – American Crime Story
2020
Stellan Skarsgård – Chernobyl
Asante Blackk – When They See Us
George Clooney – Catch-22
John Leguizamo – When They See Us
Dev Patel – Modern Love
Jesse Plemons – El Camino: Ein „Breaking Bad“-Film
Russell Tovey – Years and Years
2021
Donald Sutherland – The Undoing
Daveed Diggs – The Good Lord Bird
Joshua Caleb Johnson – The Good Lord Bird
Dylan McDermott – Hollywood
Glynn Turman – Fargo
John Turturro – The Plot Against America